# 路易斯安那州第一國會選區
路易斯安那州第一國會選區（英語：Louisiana's 1st Congressional District）是美国路易斯安那州的國會選區之一，範圍涵蓋庞恰特雷恩湖、密西西比河三角洲、路易斯安那州南部的港口城市紐奧良的一小部分。當前眾議員為共和黨籍的史蒂夫·斯卡利斯，2008年上任至今。